# Davies Phiri
Davies Phiri (ur. 1 kwietnia 1976 w Mufulirze) – piłkarz zambijski grający na pozycji bramkarza. Od 1996 do 2003 roku grał w reprezentacji Zambii.

## Kariera klubowa
Karierę piłkarską Phiri rozpoczął w klubie Kabwe Warriors. W 1997 roku zadebiutował w jego barwach w zambijskiej Premier League. Grał w nim bez większych sukcesów do 2001 roku.
W połowie 2001 roku Phiri wyjechał do Republiki Południowej Afryki i został piłkarzem klubu Free State Stars. Po sezonie gry w tym klubie odszedł do Golden Arrows z Durbanu. Grał w nim do 2007 roku i wtedy też odszedł do innego klubu z Durbanu, Durban Stars. W 2008 roku jako gracz tego klubu zakończył sportową karierę.
| Sezon   | Klub             | Kraj              | Rozgrywki      | Mecze | Bramki |
| ------- | ---------------- | ----------------- | -------------- | ----- | ------ |
| 1997    | Kabwe Warriors   | Zambia            | Premier League | 21    | 0      |
| 1998    | Kabwe Warriors   | Zambia            | Premier League | 20    | 0      |
| 1999    | Kabwe Warriors   | Zambia            | Premier League | 19    | 0      |
| 2000    | Kabwe Warriors   | Zambia            | Premier League | 20    | 0      |
| 2001    | Kabwe Warriors   | Zambia            | Premier League | 22    | 0      |
| 2001/02 | Free State Stars | Południowa Afryka | Premier League | 4     | 0      |
| 2002/03 | Golden Arrows    | Południowa Afryka | Premier League | 19    | 0      |
| 2003/04 | Golden Arrows    | Południowa Afryka | Premier League | 19    | 0      |
| 2004/05 | Golden Arrows    | Południowa Afryka | Premier League | 26    | 0      |
| 2005/06 | Golden Arrows    | Południowa Afryka | Premier League | 13    | 0      |
| 2006/07 | Golden Arrows    | Południowa Afryka | Premier League | 7     | 0      |
| 2007/08 | Durban Stars     | Południowa Afryka | Mvela League   | ?     | 0      |

## Kariera reprezentacyjna
W reprezentacji Zambii Phiri zadebiutował w 1996 roku. W swojej karierze czterokrotnie był powoływany do kadry na Puchar Narodów Afryki.
W 1996 roku Phiri zajął z Zambią 3. miejsce w Pucharze Narodów Afryki 1996. Był na nim rezerwowym dla Jamesa Phiriego i nie rozegrał żadnego spotkania. W 1998 roku rozegrał 2 mecze w Pucharze Narodów Afryki 1998: z Marokiem (1:1) i z Egiptem (0:4).
W 2000 roku Phiri zaliczył swój trzeci w karierze Puchar Narodów Afryki. Zagrał na nim dwukrotnie: z Egiptem (0:2) i z Burkina Faso (1:1).
W 2002 roku Phiri był powołany do kadry na Puchar Narodów Afryki 2002. Zagrał na nim w 3 meczach: z Tunezją (0:0), z Senegalem (0:1) i z Egiptem (1:2). W kadrze narodowej grał do 2003 roku.